# ويندر
ويندر (بالإنجليزية: Winder, Georgia)‏ هي مدينة تقع في مقاطعة بارو، جورجيا بولاية جورجيا في الولايات المتحدة. تبلغ مساحة هذه المدينة 33.5 (كم²)، وترتفع عن سطح البحر 301 م، بلغ عدد سكانها 14099 نسمة في عام 2010 حسب إحصاء مكتب تعداد الولايات المتحدة.

## أعلام
- ويس كينغ
- ريتشارد راسيل
- كيفن جونسون
- آبي وايت
- روبرت لي راسيل

## وصلات خارجية
- www.cityofwinder.com
- Cities & Counties - Georgia.gov